# Trichaptum
Trichaptum là một chi nấm trong họ Polyporaceae. Chi này được miêu tả đầu tiên bởi nhà nấm học người Mỹ, William Alphonso Murrill năm 1904.

## Đặc điểm
- Trichaptum biforme có màu tím hoa cà khá đẹp mắt ở dưới thân. Tuy nhiên, khi trưởng thành chúng sẽ dần mất đi màu tím ban đầu.
- Trichaptum abietinum thường mọc trên gỗ lá kim; nó có bề mặt mũ xám, nhiều lông và giữ được màu tím khá lâu.
- Trichaptum subchartaceum có kích thước lớn hơn, mọc trên gỗ loài Populus và không phát triển răng hay gai trên bề mặt nấm.

## Miêu tả chi tiết
- Sinh thái: thuộc chỉ số Saprobic. Chúng mọc thành cụm chồng lên nhau trên các khúc gỗ và gốc cây gỗ cứng vào cuối mùa xuân, mùa hạ, mùa thu. Chúng được tìm thấy ở tất cả 50 tiểu bang của Hoa Kỳ và tất cả các tỉnh của Canada; ở miền đông Bắc Mỹ, đây là một trong những loại nấm thường gặp nhất. Trichaptum biforme là loài phân hủy gỗ chết. Nó gây ra hiện tượng thối dác gỗ màu rơm ở trong những cây đứng.
- Mũ nấm: Chiều ngang lên tới 6 cm và dày 3 mm; hình bán nguyệt nhiều hay hình chữ u, hoặc hình quả thận; chỗ phẳng, chỗ lồi; có lông, lông mịn hoặc khá mịn; các vùng có màu trắng đến xám; vùng mép đôi khi có màu hoa cà nhạt.
- Sợi nấm: Màu tím đến màu hoa cà, màu đậm về phía gần rìa; càng già sẽ càng phai màu hoặc ngả sang màu nâu; với 3-5 lỗ góc trên mm; thường bị xói mòn và phát triển gai hoặc răng khi trưởng thành (đôi khi trông giống nấm có răng hơn là nấm nhiều lỗ); không đổi màu khi bị dập nát.
- Thịt nấm: Màu trắng; dai như da.[1]

## Hình ảnh

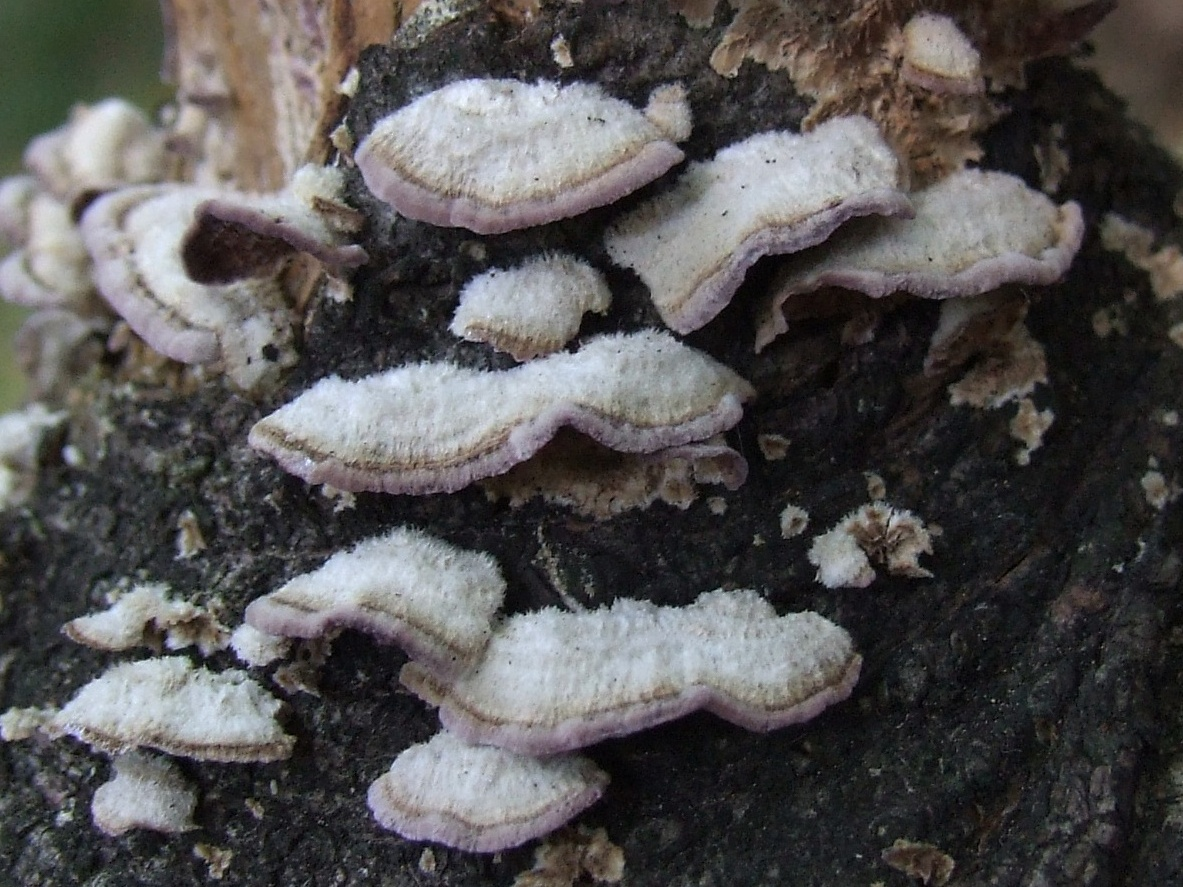
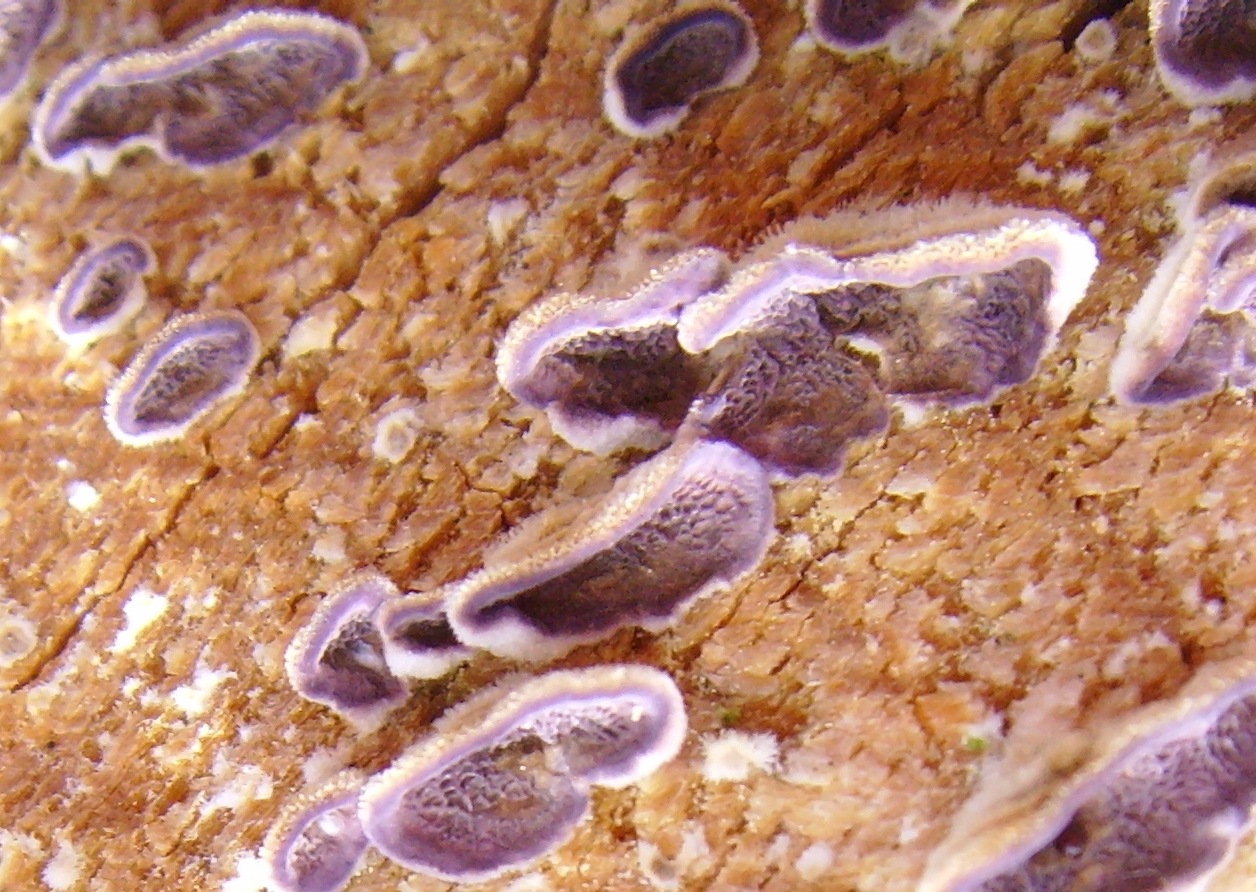
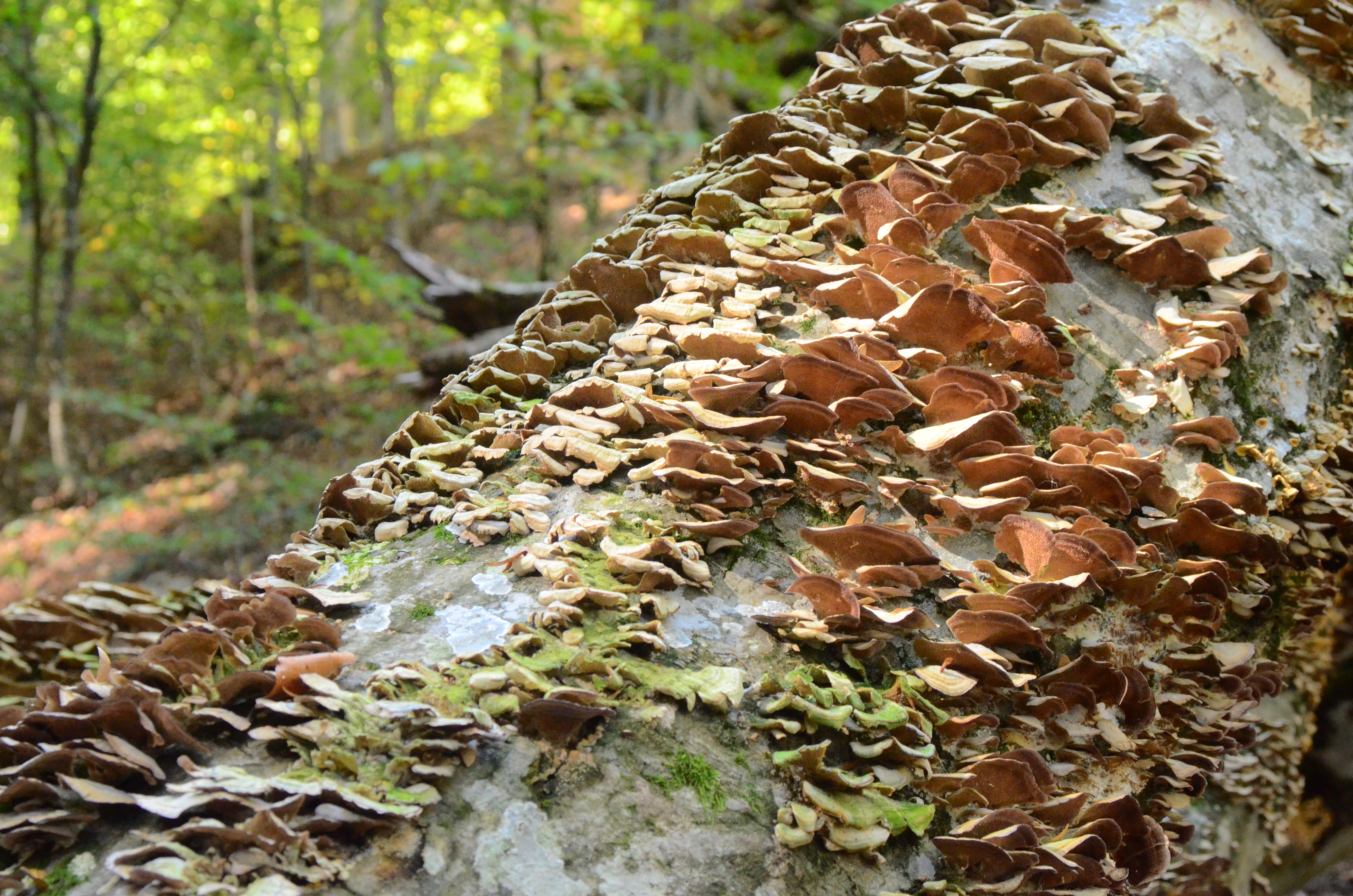
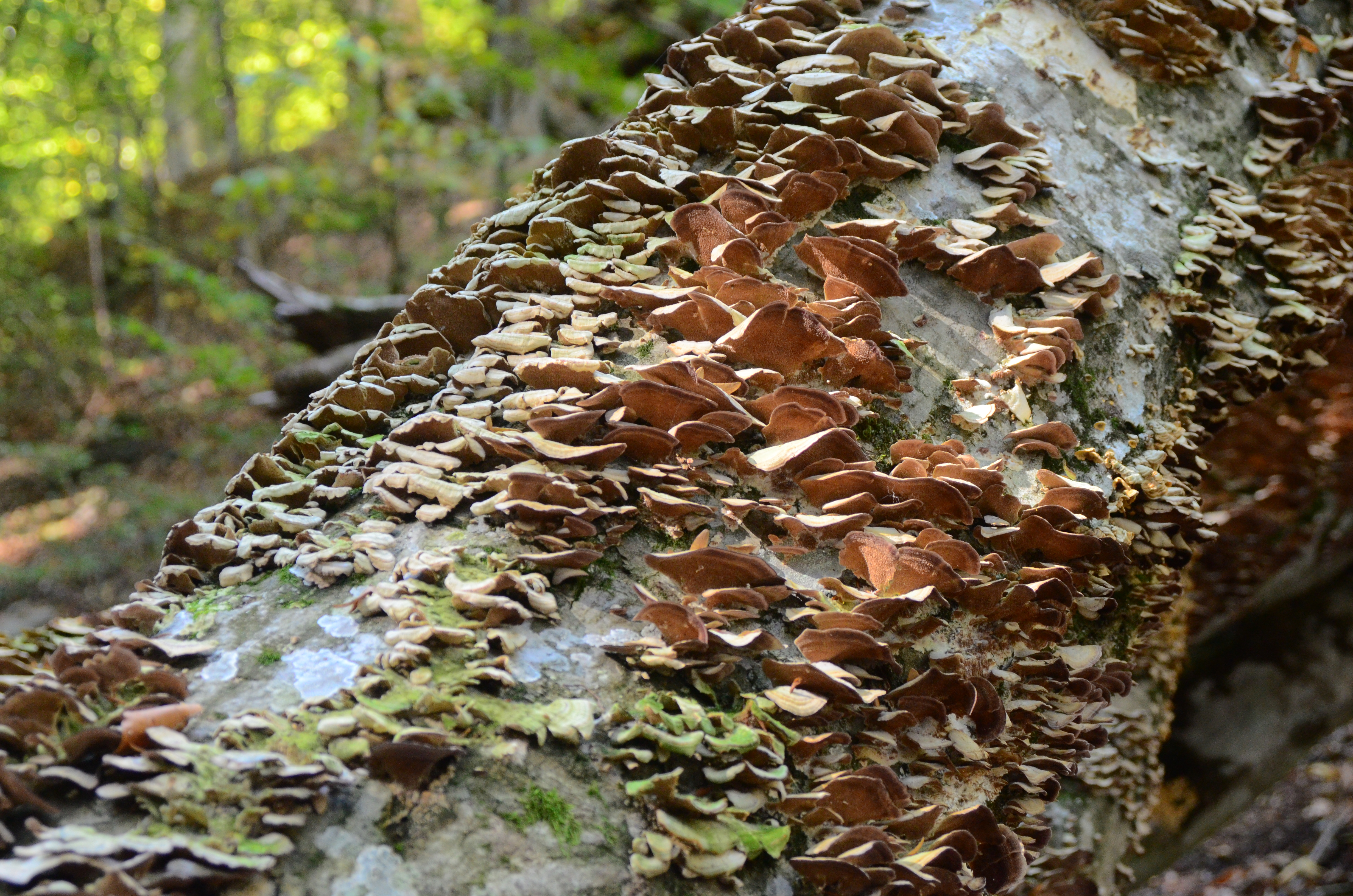

## Các loài
Các loài trong chi này gồm:
- Trichaptum abietinum
- Trichaptum biforme
- Trichaptum sector